# On Her Wedding Night
On Her Wedding Night è un film muto del 1915 diretto da George D. Baker e da William Humphrey.

## Trama
La polizia è propensa a credere che la morte di John Klendon possa essere stato un suicidio: l'uomo, poco prima di sposarsi, mentre stava parlando al telefono con Helen, la sua fidanzata, è - in realtà - stato ucciso da una donna velata che gli ha sparato. John, prima di morire, è riuscito a scarabocchiare su un foglio di appunti la frase "It was I" (è stato io). Vicino alla casa di Klendon, viene rinvenuto un uomo ferito che, però, colpito da amnesia, non ricorda niente di quello che gli è successo. Henry Hallam, amico del morto e detective dilettante, comincia a indagare e, insieme allo smemorato, segue Helen che viene attirata da una bella donna spagnola in un appartamento. Qui, la sconosciuta mostra alla giovane il cadaverino di un bambino, figlio suo e di Klendon, che lui non aveva voluto riconoscere a causa del suo matrimonio con Helen, La spagnola, furiosa, cerca di gettare del vetriolo in faccia alla sua rivale, ma ne è impedita. All'arrivo di Hallam e dell'altro uomo, ingoia l'acido e muore.
Vedendo la donna, lo smemorato recupera la memoria: è Carlo, l'ex amante di Inez, la misteriosa donna velata che lui aveva seguito fino alla casa di Klendon. Lei, dopo aver ucciso quest'ultimo, aveva ferito anche lui. Ed è il nome "Inez" che Klendon cercava di scrivere sul foglio quando gli erano mancate le forze ed era crollato, morendo.

## Produzione
Il film, con il titolo di lavorazione The Night of the Wedding, fu prodotto dalla Vitagraph Company of America.

## Distribuzione
Il copyright del film venne registrato il 9 luglio 1915.
Distribuito dalla General Film Company, il film uscì nelle sale cinematografiche statunitensi il 20 dicembre 1915 dopo essere stato presentato in prima al Vitagraph Theatre di New York il 18 luglio 1915.